# نيل بارتليت
نيل بارتليت (بالإنجليزية: Neal Bartlett)‏ (7 أبريل 1975 بساوثهامبتون في المملكة المتحدة - ) هو لاعب كرة قدم بريطاني في مركز الوسط. لعب مع نادي ساوثهامبتون ونادي هكن ونادي هيرفورد ونيوبورت كونتي وInstitute F.C. ‏ ونادي سالزبري سيتي وBallyclare Comrades F.C. ‏ ونادي باث سيتي وBashley F.C. ‏ وهاستينغز يونايتد ونادي فارم تاون وLymington Town F.C. ‏ وNew Milton Town F.C. ‏ وShildon A.F.C. ‏ وTring Athletic F.C. ‏.

## وصلات خارجية
- نيل بارتليت على موقع قاعدة بيانات كرة القدم.إي يو (الإنجليزية)
- نيل بارتليت على موقع Soccerbase.com (لاعب) (الإنجليزية)
- نيل بارتليت على موقع عالم كرة القدم.نت (الإنجليزية)